# Retrack Czech
Retrack Czech s.r.o. (VKM: VTGCZ) je český železniční dopravce se sídlem v České Třebové. Společnost vznikla v roce 2017 pod názvem Carbo Rail CZ, s.r.o. v roce 2017. Za první pololetí roku 2024 se jednalo o osmého největšího nákladního železničního dopravce v Česku.

## Historie
Firma s tehdejším názvem Carbo Rail CZ a se sídlem v Praze vznikla 28. června 2017 jako 100% dceřiná společnost slovenské firmy Carbo Rail, ve které měla mj. podíl společnost CD Cargo Slovakia, tedy slovenská dcera největšího českého nákladního železničního dopravce ČD Cargo. Začátkem roku 2020 bylo oznámeno převzetí většinového podílu v Carbo Railu společností VTG Rail Logistics, která plánovala začlenit do skupiny svých dopravců používajících název Retrack. Po schválení antimonopolními úřady byla transakce završena v červnu 2020. Změna vlastníka se projevila u české pobočky 10. listopadu 2020, kdy došlo ke změně názvu na Retrack Czech, současně bylo sídlo firmy přeneseno do České Třebové.
Původně i na české železniční síti působila jako dopravce slovenská matka Retrack Slovakia, postupně však tyto aktivity převzala česká společnost. Samostatně mohla firma provozovat drážní dopravu v Česku až po získání osvědčení dopravce, které vydal Drážní úřad 9. října 2020.
Běhm roku 2025 mělo dojít k převodu všech akcií mateřské firmy Retrack Slovakia na společnost VTG. K tomu však nedošlo a Retrack Slovaki i Retrack Czech na sebe daly návrh na insolvenci. Insolvenční řízení se společností Retrack Czech bylo zahájeno 30. června 2025. Během července 2025 firma zastavila provozování drážní dopravy, lokomotivy byly odstaveny nebo vráceny majitelům.

## Podíl na trhu
Za první pololetí roku 2024 byla společnost osmým největším nákladním železničním dopravcem v Česku (za DB Cargo Czechia a před IDS CARGO) s podílem na trhu 2,09 % (podle hrubých tunových kilometrů). Firma se výrazně podílela na exportu ukrajinského obilí. Přestože se tyto přepravy vrátily na moře, firma zaznamenala v roce 2024 snížení objemu přeprav jen o 2 % oproti roku 2023.